# Cryphia salomonis
Cryphia salomonis là một loài bướm đêm trong họ Noctuidae.